# 納尼亞查爾烏帕齊拉
納尼亞查爾乌帕齐拉是孟加拉国蘭加馬蒂縣的一个乌帕齐拉，位於吉大港专区的蘭加馬蒂縣。。

## 人口
據1991年孟加拉國人口普查，納尼亞查爾共有戶數6,043戶，人口34561人。其中男性佔比52.67%，女性佔比47.33%；成年人口16,882人。該地7歲以上人口之平均識字率為33.9%。